# 陳光甫
陳 光甫（ちん こうほ）は中華民国（台湾）の実業家・銀行家・政治家。名は輝徳だが、字の光甫で知られる。

## 事跡

### 上海銀行の台頭
商家の家庭に生まれ、父の下で学徒として商売を学び、あわせて余暇に英語を習っている。1902年（光緒28年）、漢陽兵工廠で通訳を担当した。1904年（光緒30年）に湖北省代表団随員としてセントルイス国際博覧会を視察する。その後、官費留学が認められ、1909年にペンシルベニア大学を卒業した。帰国後は南洋勧業会外事科主任に任ぜられ、1911年（宣統3年）江蘇省銀行督察に任ぜられた。
中華民国成立後の1914年（民国3年）に中国銀行顧問となった。その翌年には、上海で上海商業儲蓄銀行（略称「上海銀行」）を創設し、その総経理となった。主に新興の商工業者への金融支援を展開し、上海銀行の規模は順調に拡大している。1923年（民国12年）、上海銀行旅行部を創設し、後にこれを基礎にして、中国国内企業として初の旅行会社である中国旅行社を創設した。
1925年（民国14年）、陳光甫は北京政府の段祺瑞が召集した善後会議に出席している。その一方で、中国国民党（国民政府）の孔祥熙・宋子文とも上海の事業を通して連携を構築した。1927年（民国16年）3月、虞洽卿が組織した江蘇兼上海財政委員会において陳は主任に任ぜられ、上海金融界を通して国民政府への資金援助を行っている。翌月、上海クーデターが勃発すると、蔣介石を支持し、「江海関二五附税庫券」を発行するなどの財政支援を行った。

### 日中戦争期の活動
1928年（民国17年）に中央銀行が成立すると、陳光甫は理事となった。同年11月、中国銀行で常務董事、交通銀行に董事に就任している。1929年（民国18年）6月、ジュネーヴで開かれた国際労働機関（ILO）総会に使用者側代表として出席した。1931年（民国20年）、上海銀行農村貸款部を創設し、農村金融を強化している。この他にも全国財政委員会委員、全国経済委員会棉業統制委員会主任委員、上海銀行公会主席、上海市臨時参議員などを歴任した。1936年（民国25年）3月、財政部高等顧問となり、訪米してアメリカとの間で「白銀協定」を結んだ。これは、中国貨幣の米ドル兌換率固定とバーターに、アメリカの銀購入容認を内容とするものである。
日中戦争勃発後、陳光甫は上海銀行の総行（本店）を香港に移す。また、重慶にも新たに総経理弁事処を設置した。1938年（民国27年）、国民参政員に招聘されている。戦時中は、アメリカとの借款交渉を担当し、様々な借款協定を成立させた。1940年（民国29年）6月、章乃器と共に四川で上川実業公司を創設したが、まもなく陳は退出し、新たに上川工業公司を設立している。1941年（民国30年）8月、中美英平準基金委員会が創設され、陳が主席に任ぜられた。

### 国共内戦以降

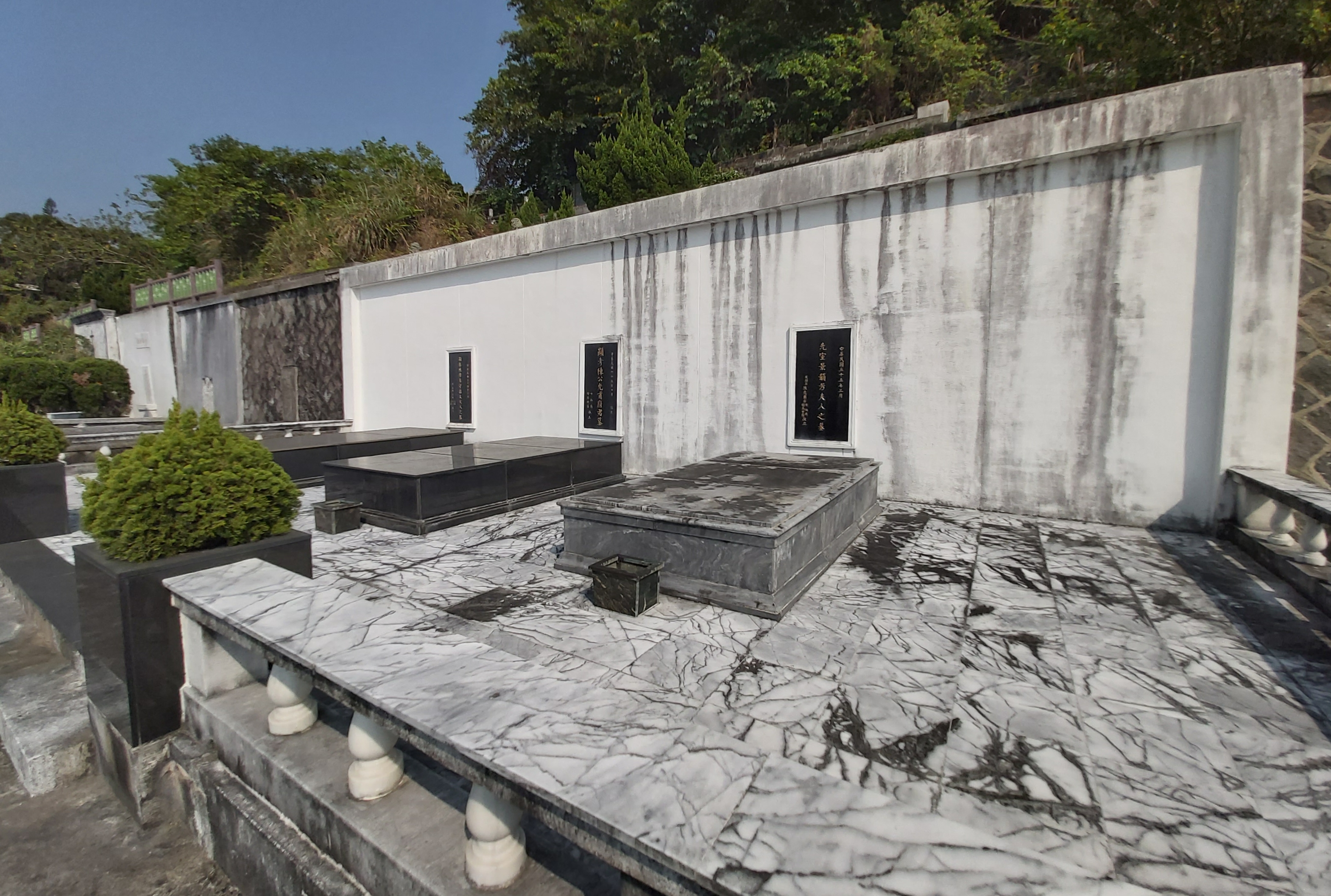
台北市北投区陽明山公墓の陳光甫墓所

戦後、陳光甫はニューヨークで中国投資公司を創設した。1946年、やはりニューヨークで上海銀行通訊処を設置し、アメリカ銀行界との連携の緊密化を図っている。その翌年には上海銀行などの資金を融通して国泰保険公司をニューヨークに創設した。
中国国内では1947年（民国36年）4月、行政院長張群の招聘に応じ、国民政府委員に任ぜられた。さらに中央銀行外匯平衡基金委員会主任委員、輸出推広会副主任委員、美金公債監理会委員などを務め、国共内戦中の財政政策に関与した。しかし内戦の情勢は中国共産党優勢となる。陳光甫は、一時は共産党側との妥協が可能か探る動きを見せたものの、結局不可能と判断し、香港に逃れた。
1951年、陳光甫は上海銀行香港分行を上海商業銀行と改名して香港で登記した。1954年（民国43年）、国民党政府が台湾に移転すると台湾に移り、台北市に上海商業儲蓄銀行総管理処を設立している。1965年6月16日、台湾にて上海商業儲蓄銀行を正式に復業。中国大陸で創業したのち、台湾で復業した唯一の民間銀行である。
1976年（民国65年）7月1日、台湾にて病没。享年96（満94歳）。